# Final do Campeonato Catarinense de Futebol de 2012
A final do Campeonato Catarinense de Futebol de 2012 foi decidida entre Avaí e Figueirense em duas partidas, uma no Estádio da Ressacada e outra no Estádio Orlando Scarpelli.
O Avaí foi o campeão, após vencer o Figueirense nas duas partidas disputadas, uma por 3 a 0 e a outro por 2 a 1. Com esse título, o Avaí conquista seu 16º título estadual.

## Histórico
Durante o campeonato, os rivais Avaí e Figueirense se enfrentaram duas vezes. O primeiro jogo foi válido pela sétima rodada do turno, e terminou com vitória do Figueirense por 1 a 0 na Ressacada. A segunda partida terminou empatada em 2 a 2, no jogo válido pelo returno e que foi disputado no Estádio Orlando Scarpelli.
Em toda a história do Campeonato Catarinense, até esta final, Avaí e Figueirense haviam realizado apenas duas outras deicisões. A primeira foi em 1975, vencida pelo Avaí e a segunda em 1999, vencida pelo Figueirense. Portanto, esta final serviu como um tira-teima histórico. Além disso, até esta final, os dois times dividiam o posto de maiores vencedores de Estaduais em Santa Catarina, com 15 títulos cada.

## Regulamento
O regulamento do certame catarinense de 2012, previa que a final seria disputada em duas partidas envolvendo os vencedores das semifinais. O clube de melhor campanha tem direito a mando de campo no segundo jogo.
É considerada vencedora da disputa a equipe que, ao final da partida de volta, obtiver o maior número de pontos ganhos nas duas partidas da final. Caso houver um empate, é considerado o saldo de gols. Caso ainda houver o empate, o vencedor é conhecido após uma disputa de pênaltis.

## Venda de ingressos
A comercialização de ingressos para a primeira partida da final realizada na Ressacada, começou no dia 3 de maio. A torcida do Figueirense teve direito a 1,7 mil ingressos.
Para a segunda partida disputada no Estádio Orlando Scarpelli, os ingressos foram disponibilizados para compra no dia 9 de maio e, a torcida do Avaí teve direito a 2014 ingressos.

## Primeira partida
| 6 de maio | Avaí                                              | 3 – 0  | Figueirense | Ressacada, Florianópolis                                 |
| 16:00     | Nunes 32' · Felipe Alves 48' · Cléber Santana 55' | Súmula |             | Público: 15,102 Árbitro: Paulo Henrique de Godoy Bezerra |

| Avaí | Figueirense |

| AVAÍ FC:       |    |  |                     |     |                               |
|                |    |  |                     |     |                               |
| G              | 1  |  | Diego               |     |                               |
| LD             | 2  |  | Arlan               |     | Penalizado com cartão amarelo |
| Z              | 3  |  | Renato Santos       |     |                               |
| Z              | 4  |  | Leandro Silva       |     |                               |
| LE             | 6  |  | Patric              |     | Penalizado com cartão amarelo |
| V              | 5  |  | Bruno               |     |                               |
| V              | 8  |  | Mika                |     |                               |
| M              | 7  |  | Robinho             | 78' |                               |
| M              | 10 |  | Cléber Santana      |     |                               |
| A              | 11 |  | Felipe Alves        | 65' |                               |
| A              | 9  |  | Nunes               | 87' |                               |
| Reservas:      |    |  |                     |     |                               |
| G              | 22 |  | Marcelo Moretto     |     |                               |
| Z              | 13 |  | Cássio              | 87' |                               |
| V              | 14 |  | Diogo Orlando       | 65' |                               |
| M              | 15 |  | Diego Palhinha      |     |                               |
| A              | 16 |  | Laércio Carreirinha | 78' |                               |
| A              | 17 |  | Ronaldo Capixaba    |     |                               |
| A              | 18 |  | Maurício            |     |                               |
| Técnico:       |    |  |                     |     |                               |
| Hemerson Maria |    |  |                     |     |                               |

| FIGUEIRENSE FC: |    |  |                  |     |                               |
|                 |    |  |                  |     |                               |
| G               | 1  |  | Wilson           |     |                               |
| LD              | 2  |  | Pablo            |     |                               |
| Z               | 3  |  | Canuto           |     |                               |
| Z               | 4  |  | Sandro           |     |                               |
| LE              | 6  |  | Guilherme Santos |     | Penalizado com cartão amarelo |
| V               | 5  |  | Ygor             |     |                               |
| V               | 7  |  | Túlio            |     |                               |
| M               | 8  |  | Doriva           | 58' |                               |
| M               | 10 |  | Fernandes        | 68' |                               |
| A               | 11 |  | Roni             |     |                               |
| A               | 9  |  | Aloísio          | 24' |                               |
| Reservas:       |    |  |                  |     |                               |
| G               | 12 |  | Ricardo          |     |                               |
| Z               | 13 |  | João Paulo       |     |                               |
| V               | 14 |  | Coutinho         |     |                               |
| V               | 15 |  | Toró             |     |                               |
| M               | 16 |  | Luiz Fernando    | 58' |                               |
| A               | 17 |  | Niell            | 68' |                               |
| A               | 18 |  | Júlio César      | 24' | Penalizado com cartão amarelo |
| Técnico:        |    |  |                  |     |                               |
| Branco          |    |  |                  |     |                               |

## Segunda partida
| 13 de maio | Figueirense      | 1 - 2  | Avaí                                         | Estádio Orlando Scarpelli, Florianópolis                    |
| 16:00      | Jean Deretti 86' | Súmula | 60' Cléber Santana · 72' Laércio Carreirinha | Público: 16,994 Árbitro: SC Paulo Henrique de Godoy Bezerra |

| Figueirense | Avaí |

| FIGUEIRENSE FC: |    |  |                  |     |                               |
|                 |    |  |                  |     |                               |
| G               | 1  |  | Wilson           |     |                               |
| LD              | 2  |  | Pablo            |     |                               |
| Z               | 3  |  | Canuto           |     |                               |
| Z               | 4  |  | Fred             |     |                               |
| LE              | 6  |  | Guilherme Santos |     | Penalizado com cartão amarelo |
| V               | 5  |  | Ygor             |     |                               |
| V               | 7  |  | Túlio            | 45' |                               |
| M               | 8  |  | Luiz Fernando    | 82' | Penalizado com cartão amarelo |
| M               | 10 |  | Fernandes        |     |                               |
| M               | 9  |  | Roni             |     | Penalizado com cartão amarelo |
| A               | 11 |  | Júlio César      |     |                               |
| Reservas:       |    |  |                  |     |                               |
| G               | 12 |  | Ricardo          |     |                               |
| Z               | 13 |  | João Paulo       |     |                               |
| V               | 14 |  | Jackson          |     |                               |
| V               | 15 |  | Toró             | 82' |                               |
| M               | 16 |  | Jean Deretti     | 45' |                               |
| A               | 17 |  | Niell            |     |                               |
| A               | 18 |  | Robert           |     |                               |
| Técnico:        |    |  |                  |     |                               |
| Branco          |    |  |                  |     |                               |

| AVAÍ FC:       |    |  |                     |     |                               |
|                |    |  |                     |     |                               |
| G              | 1  |  | Diego               |     |                               |
| LD             | 2  |  | Patric              |     |                               |
| Z              | 3  |  | Renato Santos       |     |                               |
| Z              | 4  |  | Leandro Silva       |     |                               |
| LE             | 6  |  | Pirão               |     |                               |
| V              | 5  |  | Bruno               |     | Penalizado com cartão amarelo |
| V              | 8  |  | Mika                |     | Penalizado com cartão amarelo |
| M              | 7  |  | Robinho             | 88' |                               |
| M              | 10 |  | Cléber Santana      |     |                               |
| A              | 11 |  | Felipe Alves        | 69' |                               |
| A              | 9  |  | Nunes               | 86' | Penalizado com cartão amarelo |
| Reservas:      |    |  |                     |     |                               |
| G              | 22 |  | Marcelo Moretto     |     |                               |
| Z              | 13 |  | Cássio              |     |                               |
| V              | 14 |  | Marcinho Guerreiro  |     |                               |
| V              | 15 |  | Diogo Orlando       | 88' |                               |
| M              | 16 |  | Diego Palhinha      |     |                               |
| A              | 17 |  | Laércio Carreirinha | 69' | Penalizado com cartão amarelo |
| A              | 18 |  | Ronaldo Capixaba    | 86' |                               |
| Técnico:       |    |  |                     |     |                               |
| Hemerson Maria |    |  |                     |     |                               |

## Campeão
| Campeão Catarinense de 2012 |
| --------------------------- |
| AVAÍ (16º título)           |